# Unikkatil
Виктор Паљокај (алб. Viktor Palokaj; Приштина, 18. март 1981), познат као Unikkatil (стилизовано UniKKatil), албански је репер, певач, текстописац и музички продуцент са Косова и Метохије. Један је од првих албанских репера и фронтмен групе TBA (The Bloody Alboz). Порука коју шаље кроз своје песме и чињеница да никада није снимио музички спот током своје каријере чини његов стил реповања јединственим. Иако данас није толико активан у музичкој индустрији, многи га и даље сматрају најбољим албанским репером свих времена.

## Биографија
Рођен је 18. марта 1981. године у Приштини, док је каријеру започео с 12 година када је објавио песму Zinxhirt qe s'kputen. У време немира на Косову и Метохији између етничких Албанаца и Срба, Радио Селавија (једина радио-станица на Косову и Метохији у то време) плашио се да емитује његову песму због начина на који је вређао Србе. Завршио је средњу школу у Приштини и истовремено био члан карате клуба. Тамо је прошао кроз различите проблеме и као био три пута избачен из школе. То помиње у својој песми Ni Milion Rrugë. Због личног проблема са чланом породице, са породицом је 1996. године емигрирао у Бронкс, где је основао дискографску кућу Conqueror Records.